# Paraliparis kreffti
Paraliparis kreffti är en fiskart som beskrevs av Andriashev, 1986. Paraliparis kreffti ingår i släktet Paraliparis och familjen Liparidae. IUCN kategoriserar arten globalt som otillräckligt studerad. Inga underarter finns listade i Catalogue of Life.